# Katakomby

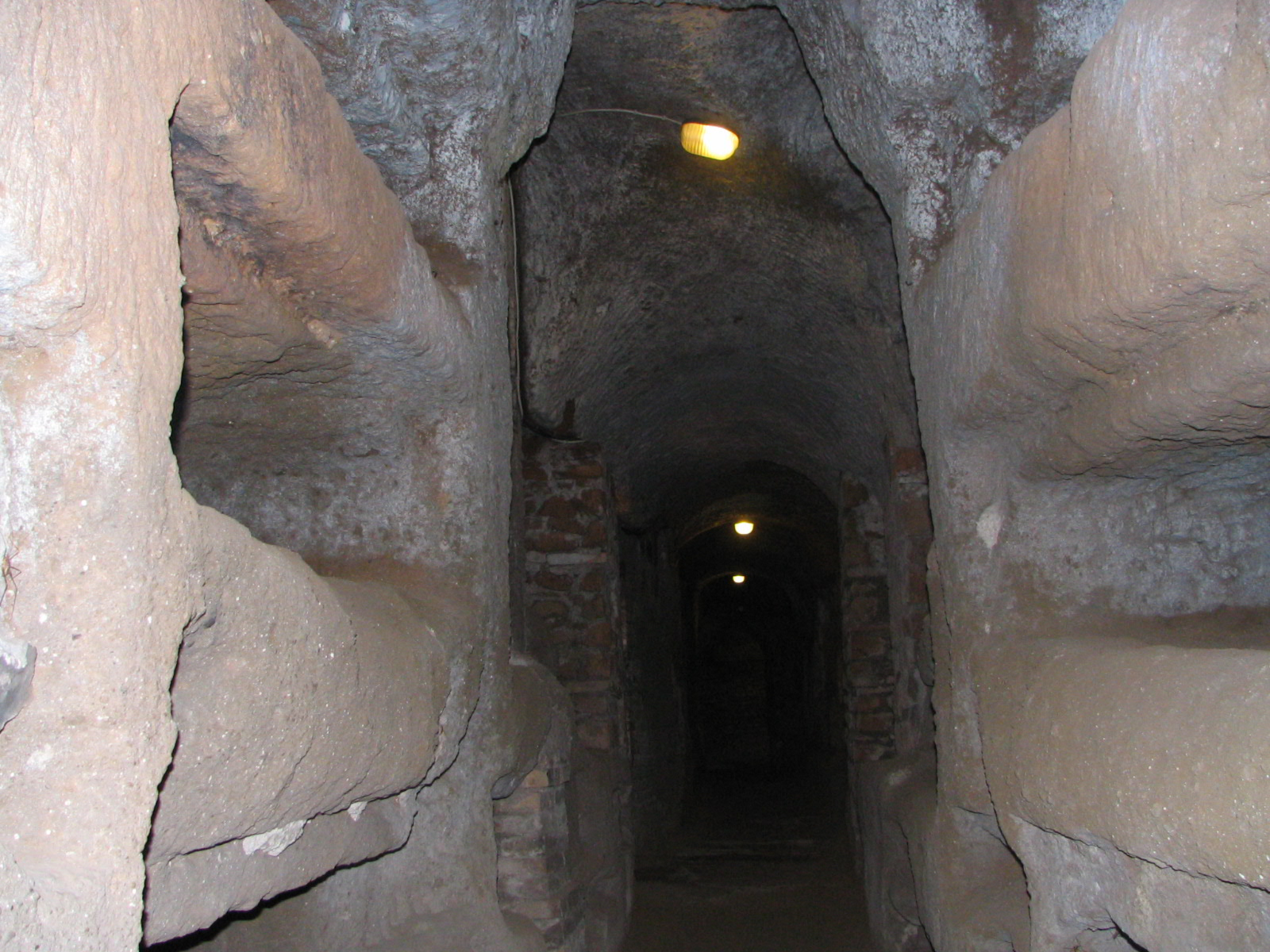
Kalixtovy katakomby v Římě

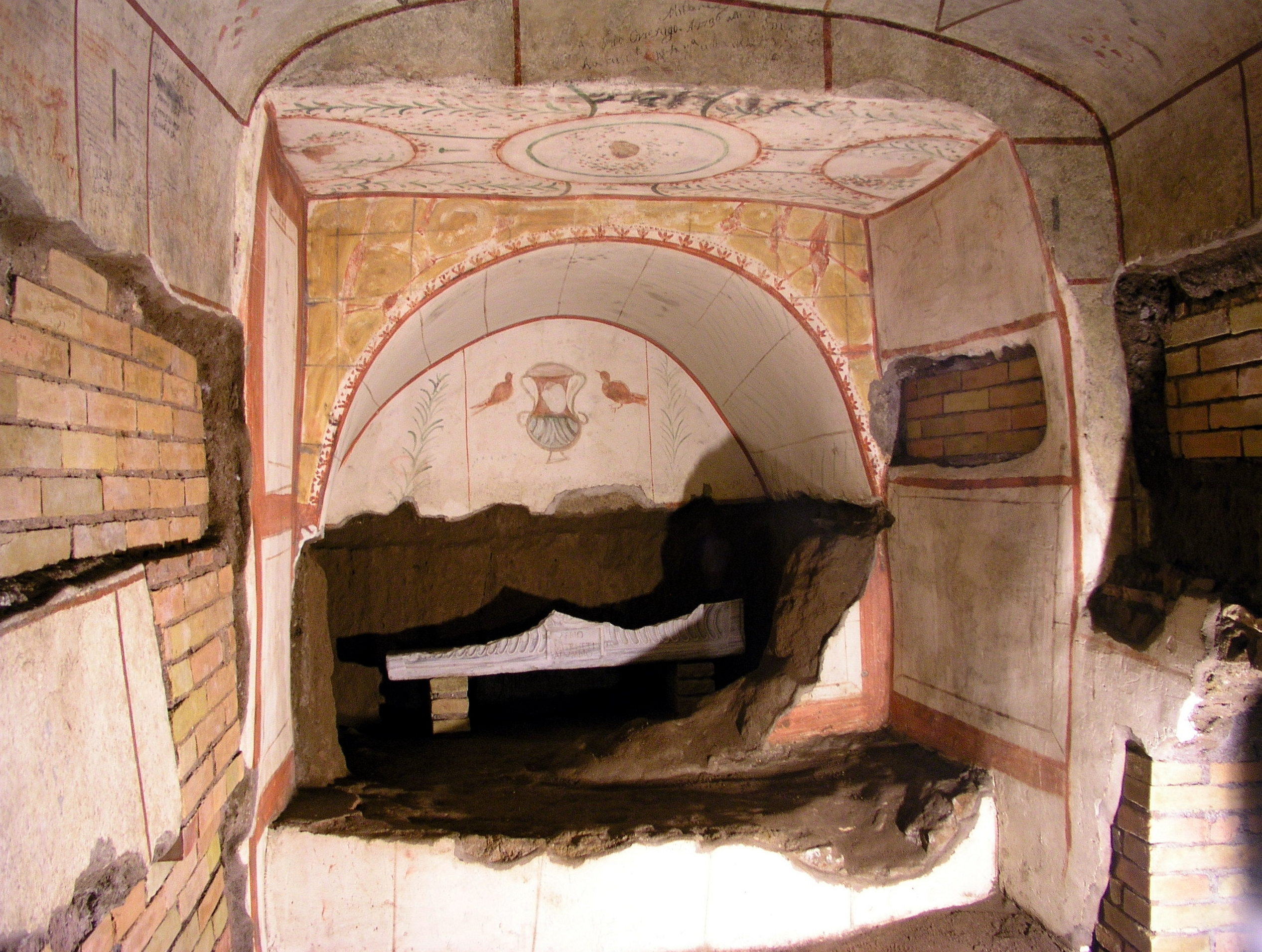
cubiculum – Domicilliny katakomby

Katakomby byly podzemní prostory antického římského původu, užívané ve starověku jako tajné chrámy a pohřební prostory.
Nejslavnější jsou katakomby křesťanské, ač je používala i jiná náboženství. Kromě křesťanů své mrtvé ukládali v podzemních chodbách také Féničané, Etruskové a Židé. V křesťanství tento způsob pohřbívání nahradil v antice běžnější kremaci, která byla nepřijatelná kvůli víře ve vzkříšení těla.
Katakomby se obvykle vysekávaly do skály, nejsnáze do tufu[zdroj?], běžné a snadno opracovatelné horniny, mohly mít i několik pater a dosahovaly hloubky až třiceti metrů. Pozdější katakomby byly konstruovány z cihelného zdiva. Ve shodě s římským právem musely být katakomby za hradbami města. Pohřbíváni i spalování mrtvol v obvodu města bylo zakázáno z důvodů náboženských i hygienických. Etymologicky slovo katakomby pochází z pozdně latinského catacumbus, jeho další původ je nejistý. Snad souvisí s řeckými výrazy κατά κυμβής či κατά κύμβας (za jeskyněmi).

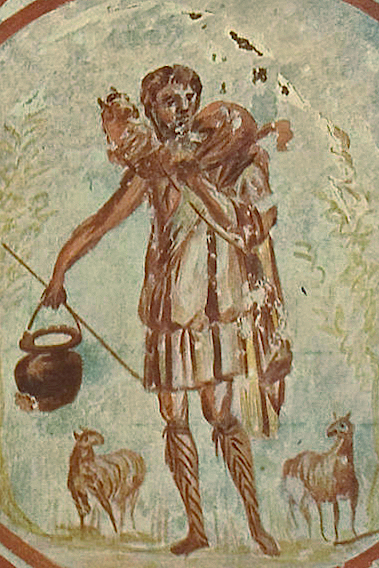
Freska "Dobrého pastýře", Kalixtovy katakomby v Římě

## Významné katakomby v Evropě
- Řím: antické Kalixtovy katakomby, Katakomby sv. Šebestiána a Domicilliny katakomby
- Pařížské katakomby
- Česko: podzemní prostory pevností 16.–18. století: Josefov, Terezín, Vyšehrad, Jihlavské podzemí, Klatovské katakomby

## Popis
Katakomby jsou vždy umístěny mimo město, pohřbívání uvnitř města starořímské zákony z důvodů náboženských i hygienických zakazovaly. Pozemky, na nichž se stavělo, patřily buď soukromým osobám, nebo pohřebním spolkům. Obvykle se stavěly jako dlouhé, úzké chodby označované jako ambulacra (singulár ambulacrum), v hloubce od sedmi do třiceti metrů pod povrchem, o výšce i šířce asi 2,5 metru, propojené mezi úrovněmi strmými schody. Ve stěnách ambulaker byly vytesány hrobní výklenky, označované jako loculi (singulár loculus), vysoké asi 40–60 cm a hluboké asi 120–150 cm. Někdy to mohly být i velké kamenné komory, do nichž se ukládala těla zabalená do rubášů nebo uložená v kamenných sarkofázích.
Kromě loculů se v ambulacrech mohla nacházet i cubicula (singulár cubiculum = ložnice), v nichž byla pohřbena celá rodina nebo společnost, nebo krypty, v nichž se obvykle nacházela zvláštní hrobka jednoho mučedníka. Dalším druhem hrobky byl výklenek s obloukem, tzv. arcosolium, do nichž se obvykle pohřbívali šlechtici, mučedníci a papežové. Vzduch a světlo se do katakomb dostávaly prostřednictvím svislých čtvercových šachet, označovaných jako lucernarium. Hrobky se uzavíraly maltou a mramorovou deskou, eventuálně terakotovými cihlami, na něž se vyrývalo jméno zemřelého, věk a datum úmrtí, eventuálně další informace a nápisy s náboženským či symbolickým významem.